# CBU-97 SFW

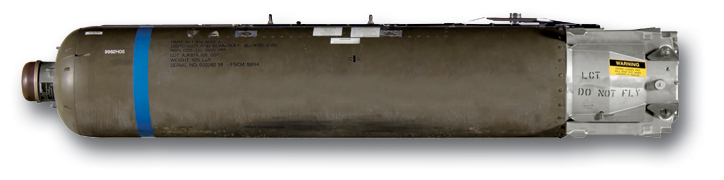
テールキット付きのCBU-97 Sensor Fuzed Weapon
全長：7フィート8インチ、直径：1フィート3インチ

CBU-97 SFW（Cluster Bomb Unit 97 Sensor Fuzed Weapon、センサー・フューズド・ウェポン、センサー信管兵器）は、アメリカ空軍の1,000ポンド（約450kg）級無誘導型クラスター爆弾の一つである。米テキストロン・ディフェンス・システムズ社が開発・生産した。

## 概要
CBU-97 SFWは、外殻となるSUU-66/B 戦術弾薬ディスペンサーの中に収められた10本のBLU-108/B 子爆弾集合体（Submunitions）から構成され、また、それぞれのBLU-108 子爆弾集合体の中には、4個のホッケーパック形をしたセンサー・フューズド投射体「スキート」（Skeet）が収められている。空中で分離された多数のスキートが車両を感知して上から自己鍛造弾を放つ。

## 攻撃方法

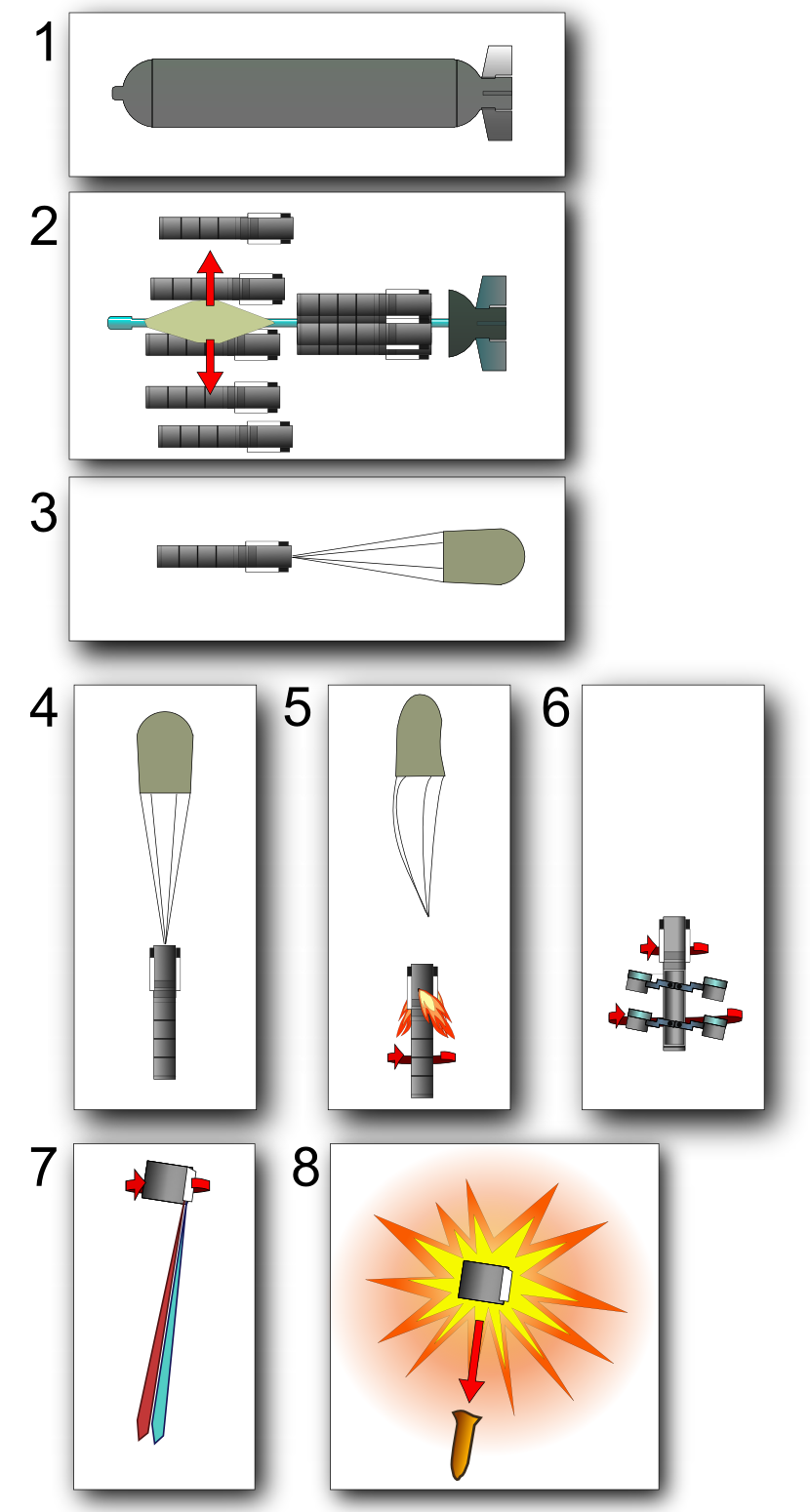
CBU-97 SFWの攻撃方法
1.航空機から投下される。 2.設定高度で外皮が爆発切断火薬によって切断・除去され、エアバッグによって子爆弾集合体が空中に押し出される。 3.パラシュートによって減速する。 4.安定する 5.パラシュートが切り離され、ロケットモーターによって減速し、回転する。 6.腕が伸び、子爆弾が放たれる。 7.回転しながら地上の目標を赤外線とレーザー距離計で探す。 8.目標に自己鍛造弾を発射する

航空機から放たれたCBU-97 SFWは、指示された目標高度に到達すると、爆発切断火薬（explosive cutting charge）によってディスペンサーの外皮が3枚に分断される。空気の流れがこれらのパネルを剥ぎ取り、内部の10本のBLU-108 子爆弾集合体が剥き出しにされる。一瞬の後にエアバッグがまず前の5本の子爆弾集合体を押し出し、さらに後部の5本も空中に押し出される。あらかじめ設定された時間間隔をあけて子爆弾集合体は尾部からパラシュートを展開させることで、超音速や亜音速での運動が急減速され集合体同士は約100フィート（30m）間隔で離れて空中を漂う。空中で揺れが収まりしだい、各集合体はパラシュートを分離して小さなロケットモーターに点火する。斜めに取り付けられたロケットの噴射によって長軸を軸に高速回転しながら落下速度を緩め、集合体の横からスキートが載った腕が開き、やがて同時に四方へスキートを分離する。分離時に回転力を与えられた各スキートはキリモミ降下しながら自身のセンサーで円を描いて地上の走査を行なう。
回転しながら落下するスキートは2種類のセンサーを備えており、追跡レーザーセンサーは車両に固有の輪郭といった高さの変化を検出する。赤外線センサは目標車両のエンジンが放つ熱シグネチャーを検出する。2つのセンサーが目標車両の輪郭と熱シグネチャーを同時に捕らえた時は攻撃目標が探知できたことを示し、その瞬間に空中のスキートは爆薬に点火され、爆発によって作られた自己鍛造弾（EFP）が高速で下方の目標車両へ向けて発射される。自己鍛造弾は目標車両の屋根など、最大十数cmの厚みの装甲板を突き破ってその内部を破壊する。戦車であっても上部装甲は比較的薄いために特別な装甲強化を行なっていない場合には自己鍛造弾が貫通する可能性が十分ある。注意すべきは、SFWは自己鍛造弾の運動エネルギーで目標を無能力化するのであって、爆薬の爆風では無いことである。

## 誘導尾翼キット
CBU-97が使われる時には、CBU-105 風修正型弾薬ディスペンサー（Wind Corrected Munitions Dispenser）誘導尾翼キットが共に使われる。

## 実戦使用
CBU-97 SFWは、アメリカ合衆国と北大西洋条約機構がコソボ紛争に参加したアライド・フォース作戦において初めて配備されたが、使用はされなかった。この兵器が最初に使用されたのは2003年のイラク戦争での戦闘においてであった。

## 設計上の配慮
40個のスキートが1,500フィートと500フィート（約460m×150m）の範囲を赤外線とレーザー・センサーで走査して目標を見つけた場合は爆発によって攻撃するが、目標が発見できない場合には放出されて8秒経つか、または地上50フィート（15m）以下まで落下すれば自爆する。
直ちに爆発しないものは降車した敵部隊を悩ませ、周囲の移動を阻害するが、後で民間人を傷付けることにもなる。これらは、地面に衝突した後でスキートが数秒で時間切れになるようにバックアップ・タイマーが付いている。不発弾率が1%未満になるように2重の自爆モードを備えている。

## クラスター爆弾禁止条約との関係
世界的にはクラスター爆弾禁止条約によって多くのクラスター爆弾の使用が制限されるようになっている。アメリカは同条約には不参加であるが、条約の有無に関わらず国際的に非人道的とされる兵器の使用は批難を浴びる懸念があるため躊躇あるいは忌避される傾向にある。また、同盟国への武器輸出についても、同条約の参加国に対しては販売機会そのものが失われている。不参加国に対しても、人道上の懸念は残るため販売機会は非常に少ない。
CBU-97 SFWは、クラスター爆弾禁止条約において対象兵器の例外規定を定めた「Article 2, 2nd. clause, item c-iii」にいう「個別目標を感知して攻撃するように設計された子爆弾」、同じく「c-iv」の「電子的な自壊機構を有する」、「c-v」の「電子的な自動機能停止機能を有する」という条件には合致するが、「c-i」の「子爆弾の数が10個以下」に対しては40個、「c-ii」の「子爆弾の重量が4kg以上」に対しては重量超過であり、条件を満たせない。結局、CBU-97 SFWはこの条約で禁止される兵器に該当する。

## 要目
- 種類：自由落下型爆弾
- 重量：927ポンド（420kg）
- 長さ：92インチ（234cm）
- 直径：15.6インチ（40cm）
- ディスペンサー：SW-65 戦術ディスペンサー
- 子爆弾集合体：BLU-108/B（直径：13.3cm、高さ：79cm）×10本[1]
- 子爆弾：スキート×40個
- 弾頭：自己鍛造弾
- 単価：$360,000